# Кербен
Кербен (њем. Kerben) општина је у њемачкој савезној држави Рајна-Палатинат. Једно је од 86 општинских средишта округа Мајен-Кобленц. Посједује регионалну шифру (AGS) 7137048.

## Географски и демографски подаци
Општина се налази на надморској висини од 210 метара. Површина општине износи 4,7 km². У самом мјесту је, према процјени из 2010. године, живјело 425 становника. Просјечна густина становништва износи 90 становника/km².